# La consagración de la primavera (película de 2022)
La consagración de la primavera es una película dramática española de 2022 con elementos de comedia negra dirigida por Fernando Franco y protagonizada por Valèria Sorolla, Telmo Irureta y Emma Suárez.

## Sinopsis
Profundizando en el tema de la represión sexual la trama sigue a Laura, una joven de origen conservador que se traslada a un colegio mayor de Madrid para estudiar una carrera. Conoce a David, un joven con parálisis cerebral que vive con su madre Isabel.

## Reparto
- Telmo Irureta, como David
- Valèria Sorolla, como Laura
- Emma Suárez, como Isabel

## Producción
El guion fue escrito por Franco junto a Begoña Arostegui. La consagración de la primavera ha sido producida por Lazona, Kowalski Films, Ferdydurke Films y Blizzard Films, con la participación de RTVE, Canal Sur, EiTB, Movistar Plus+ y Cosmopolitan, colaboración de la Comunidad de Madrid, financiación de ICAA y apoyo de la Agencia Andaluza de Instituciones Culturales. Los lugares de rodaje incluyeron Granada y Madrid.

## Estreno
Seleccionada para la sección oficial del 70 Festival Internacional de Cine de San Sebastián la película se presentó el 21 de septiembre de 2022. Está programado para estrenarse en cines el 30 de septiembre de 2022.

## Recepción
Carlos Loureda de Fotogramas consideró que Franco se supera a sí mismo en "su película más amable y abierta" en lo que hasta ahora parecía imbatible: la dirección de actrices.
Jonathan Holland de ScreenDaily consideró que la película era "atrevida", "indudablemente elaborada con cuidado" y "la obra más accesible de Franco hasta la fecha", al tiempo que señaló la falta de "poder imaginativo" del guion, estando "mucho más interesado en presentar interacciones en detalles exquisitos que en dar cuerpo a los personajes involucrados".